# Автошлях Н 10
Автошлях Н 10 — автомобільний шлях національного значення на території України, Стрий — Івано-Франківськ — Чернівці — пропускний пункт Мамалига. Проходить територією Львівської, Івано-Франківської та Чернівецької областей.
Починається у Стрию, проходить через Болехів, Долину, Калуш, Івано-Франківськ, Коломию, Заболотів, Снятин, Чернівці, Новоселицю, і закінчується на пропускному пункті Мамалига на кордоні з Республікою Молдова, де переходить у молдовський автошлях M14.
До її складу також входять під'їзди до міст Івано-Франківська (4,1 км) і Тисмениці (6,8 км).

## Відомості

### Загальна довжина
Стрий — Івано-Франківськ — Чернівці — Мамалига (на Кишинів) — 263,2 км.
Під'їзд до м. Івано-Франківська — 4,1 км. Під'їзд до м. Тисмениці — 6,8 км.
Разом — 274,1 км.

### Стан
За словами начальника Служби автомобільних доріг Івано-Франківської області Василя Буджака, в листопаді 2016 року на завершальній стадії перебували ремонтні роботи на відтинку дороги в Коломийському районі.